# Rabastens
Rabastens is een gemeente in het Franse departement Tarn (regio Occitanie) en telt 4621 inwoners (2004). De plaats maakt deel uit van het arrondissement Albi.

## Geografie
De oppervlakte van Rabastens bedraagt 65,9 km², de bevolkingsdichtheid is 70,1 inwoners per km².

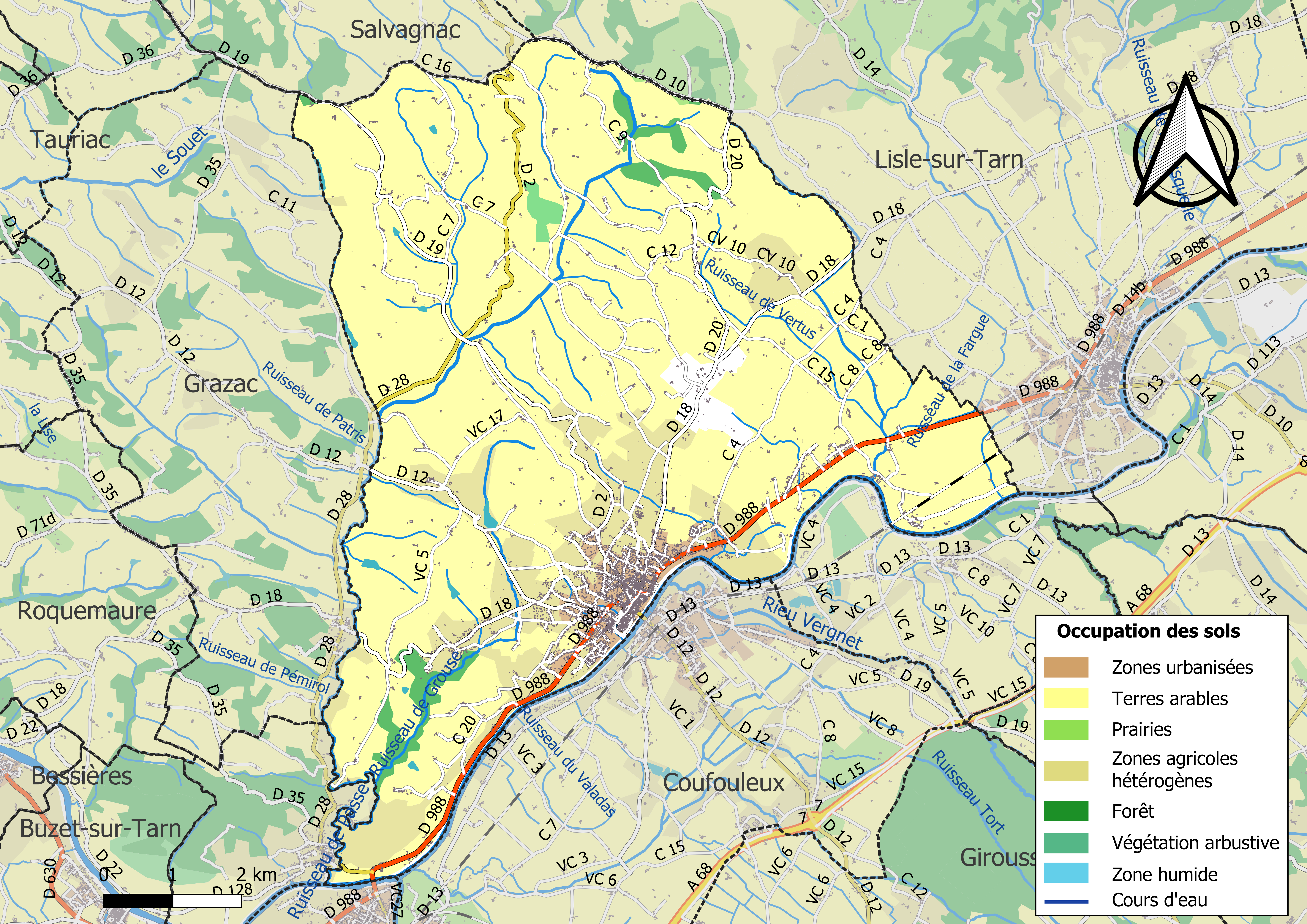
Kaart van de gemeente met de belangrijkste infrastructuur, bodemgebruik en omliggende gemeenten

## Verkeer
Het spoorwegstation Rabastens-Couffouleux ligt in de gemeente Coufouleux op de tegenoverliggende oever van de Tarn.

## Demografie
Onderstaande figuur toont het verloop van het inwonertal (bron: INSEE-tellingen).